# Esfeden
Esfeden (persiska: اسفدن, Esfedān, اسفدن نو سازی) är en ort i Iran.   Den ligger i provinsen Khorasan, i den östra delen av landet, 800 km öster om huvudstaden Teheran. Esfeden ligger 1 205 meter över havet och antalet invånare är 3 145.
Terrängen runt Esfeden är varierad.Runt Esfeden är det glesbefolkat, med 10 invånare per kvadratkilometer. Esfeden är det största samhället i trakten. Omgivningarna runt Esfeden är i huvudsak ett öppet busklandskap.